# وینتسنتسوو
وینتسنتسوو (به چکی: Vincencov) یک منطقهٔ مسکونی در جمهوری چک است که در شهرستان پروستییوف واقع شده‌است.
 وینتسنتسوو   ۳۴۱ متر بالاتر از سطح دریا واقع شده‌است.